# Premio Novela García Pavón
El Premio García Pavón es un premio de novela policíaca que se otorga anualmente y que fue creado para homenajear al escritor español Francisco García Pavón.

## Inicios
El premio pretende promover a los escritores de novela policíaca y contribuir al enriquecimiento de la narrativa española. Se trata de un premio a la mejor novela policíaca escrita en español y se concede a los escritores de una novela inédita de habla hispana.
El certamen es convocado por el Ayuntamiento de Tomelloso (Ciudad Real), lugar de origen de Francisco García Pavón, quien escribió la mayoría de las novelas de Plinio en Benicasim.

## Dotación
El premio está dotado con 7.500 euros y la publicación de la obra premiada.
En ediciones anteriores las obras premiadas fueron publicadas por la editorial Posada de los Portales hasta 2002, por la editorial Algaida Editores hasta 2006 y por Rey Lear hasta 2018.

## Lista de premiados
| Año  | Autor                               | Procedencia | Obra                                                   | Editorial de publicación |
| ---- | ----------------------------------- | ----------- | ------------------------------------------------------ | ------------------------ |
| 1998 | Carlos Murciano                     | España      | Como las nubes van hacia el olvido                     | Posada de los Portales   |
| 1999 | Francisca Gata Amate                | España      | Fin del lamento                                        | Posada de los Portales   |
| 2000 | Julio Fernández Gargallo            | España      | Borja en las nubes                                     | Posada de los Portales   |
| 2001 | Desierto                            | Desierto    | Desierto                                               | Desierto                 |
| 2002 | Nidesca Suárez                      | Venezuela   | El huevo del mundo                                     | Posada de los Portales   |
| 2003 | José Luis Muñoz Jimeno              | España      | Lluvia de níquel                                       | Algaida Editores         |
| 2004 | Raúl Argemí                         | España      | Patagonia chu chu                                      | Algaida Editores         |
| 2005 | José Javier Abasolo Díaz de Basurto | España      | Antes de que todo se derrumbe                          | Algaida Editores         |
| 2006 | Francisco Balbuena de la Cruz       | España      | El oráculo de la tortuga                               | Algaida Editores         |
| 2007 | Paco Piquer Vento                   | España      | El caso del cadáver sonriente                          | Editorial Rey Lear       |
| 2008 | Robert Lozinski                     | Moldavia    | La ruleta Chechena                                     | Editorial Rey Lear       |
| 2009 | Mariano Sánchez Soler               | España      | Nuestra propia sangre                                  | Editorial Rey Lear       |
| 2010 | Manuel Nonidez García               | España      | Frío de muerte                                         | Editorial Rey Lear       |
| 2011 | Alejandro Martínez Gallo            | España      | Asesinato en el Kremlin                                | Editorial Rey Lear       |
| 2012 | Desierto                            | Desierto    | Desierto                                               | Desierto                 |
| 2013 | Fernando Cámara                     | España      | Con todo el odio de nuestro corazón                    | Editorial Rey Lear       |
| 2014 | Alfonso Vázquez García              | España      | Crimen on the rocks                                    | Editorial Rey Lear       |
| 2015 | Alberto Pasamontes Navarro          | España      | La muerte invisible                                    | Reino de Cordelia        |
| 2016 | Virginia Aguilera                   | España      | Ojos ciegos                                            | Reino de Cordelia        |
| 2017 | Juan Ángel Cabaleiro                | Argentina   | El secreto de La Quebradita                            | Reino de Cordelia        |
| 2018 | Desierto                            | Desierto    | Desierto                                               | Desierto                 |
| 2019 | José Manuel González                | España      | Viaje a la locura                                      | Ediciones Versátil       |
| 2021 | Manuel García Sierra                | España      | Anatomía de los Principios Perdidos (Corruptio Optimi) | Ediciones Versátil       |
| 2022 | Daniel P. Espinosa                  | España      | Demonio de nuestros pecados                            | Ediciones Versátil       |
| 2023 | Estela Chocarro                     | España      | La mala esposa                                         | Ediciones Versátil       |